# Apogonia celebiana
Apogonia celebiana är en skalbaggsart som beskrevs av Leon Fairmaire 1893. Apogonia celebiana ingår i släktet Apogonia och familjen Melolonthidae. Inga underarter finns listade i Catalogue of Life.